# 人体试验
人体试验（英語：human subject research），指的是任何需要從人類身上獲取檢體或資訊的研究。医学研究為最常牽涉到人體試驗的研究領域，但人體試驗並不只包含醫學研究，社會科學、心理學、藝術等領域若使用到人類樣本時，亦視為人體試驗而受到人體試驗法規的規範。一般由志愿者自愿参加临床试验，但仍有大量试验是非自愿的秘密实验。

## 道德规范
一般认为纽伦堡守则和赫尔辛基宣言建立了停止滥用活体人类进行医学试验的道德规范。

## 实验原因
化粧品、新藥物或新療法在研發階段時，通常會先進行動物試驗，動物試驗通過之後進行人體試驗。有些化粧品或藥物的實驗需要在人體身上方可進行。

## 临床试验
医学和药学研究者通常要为藥物的最低有效劑量和治療的效果、藥物的安全性、適應症狀以及不良反应进行临床实验。
为了研究與其他藥物的交互作用、比較舊藥和新藥之間的不同，因此需要一些患有特別疾病者的實驗志願者，為了征集這些志願者醫院、藥廠或研究机构将共同向藥物管理機關提出申請。
亦有部份比較著名的例子，醫生為免對其他人的生命受到威脅，而直接在自己的身體做試驗。這種做法亦稱為“自體試驗”。

## 秘密实验
历史上有多次未取得当事人同意的基础上进行的秘密医学试验。这些实验通常被认为是人类历史上可耻的暴行，其中已经公开的著名例子有：

### 日本
- 第二次中日战争的731部队，使用活体人类進行生物武器與化學武器的效果實驗。

### 德国
第二次世界大战期间纳粹德国实施过众多非人道人体实验。战后的纽伦堡审判因此中提出了一套人体实验的准则，纽伦堡守则主要强调合法人体实验的非强迫性，实行前的知情同意，以及无后果退出的自由。这是人体实验第一次被规范化，也为今后众多人体实验准则奠定了基础。

### 中華人民共和國
中華人民共和國政府自2006年以來持續否認其摘取良心犯器官的指控，但拒絕應聯合國要求公布相關數據以反證，也拒絕外國組織獨立調查的請求。中华人民共和国政府承認國內器官捐贈制度混亂，自2005年起多次改口後，稱「大部分器官來源係來自於死刑犯」，並表示將自2013年起改採新制度，逐步終止這些現象。目前，聯合國、自由之家、國際特赦組織、部分國際醫學及移植界仍持續要求中國大陸政府公布相關數據，並同意他们進入中國進行不受政府干預的獨立調查，以釐清真相。

### 朝鮮民主主義人民共和國
朝鲜民主主义人民共和国人体试验是由一些脱北者与前囚犯提出的一项指控，这些人称，朝鲜政府把囚犯關進毒氣室至窒息；試驗致命的化學武器；在未經麻醉下進行手術。

### 美国
- 中情局思想控制计划，针对美国和加拿大公民的思想控制实验
- 危地马拉梅毒试验，美国在1946年至1948年間為检验青霉素治療梅毒的效果，在參加者不知情的情況下在危地馬拉進行的一系列人体试验
- 塔斯基吉梅毒試驗，美國公共衛生局性病部門在1932年至1972年間於阿拉巴馬州與高等院校合作，對近399名非洲裔男性梅毒患者及201名健康非洲裔男性所進行的一系列人体试验。

除美国政府主导的人体实验外，美国的药物公司也在印度等欠发达地区进行人体临床实验。参与实验者甚至包括不知情者（多为文盲）的婴儿，如自2006年1月至2008年8月即有49名印度婴儿在德里的全印度医学科学研究所因药物实验而死亡。

### 英国
- 1950年代在波顿（Porton Down）的人体实驗，导致了空军二等兵罗纳德·麦迪逊（Ronald Maddison）的死亡。